# Shawn Nicklaw
Shawn Nicklaw (San Diego, 15 de abril de 1989) es un futbolista guameño.

## Biografía
Su hermano menor Travis Nicklaw también es futbolista, juega en el Völsungur ÍF de Islandia.

## Selección
Ha sido internacional con la Selección de Guam en 20 ocasiones anotando 2 goles.